# تهاني صقر
تهاني صقر، هي رائدة أعمال قطرية والرئيس التنفيذي لمجموعة بالما للضيافة ومقرها قطر. وهي أيضًا مؤسسة ورئيسة تحرير مجلة تهاني. تعمل صقر على دعم التعليم والنساء والأطفال المحرومين. وقد تم تكريمها من قبل صندوق الأمم المتحدة الإنمائي للمرأة (UNIFEM). في عام 2021، أسست تهاني صقر منظمة Humanity Work، وهي منظمة إنسانية تقدم الخدمات للسكان المستضعفين.

## بدايتها والدراسة
ولدت صقر في دمشق، وتحمل درجة الدكتوراه في العلاقات الدولية والدبلوماسية من جامعة لندن. وهي أول امرأة عربية تحصل على درجة الدكتوراه الفخرية في التحكيم الدُّوَليّ والتفاوض في النزاعات المسلحة.  

## مسارها المهني
أكملت تهاني صقر قبل تخرجها من الجامعة دورات تدريبية في المفوضية السامية للأمم المتحدة لشؤون اللاجئين (UNHCR) في سوريا. في عام 2010، أسست مجلة «تهاني»، وهي مجلة تعالج القضايا الاجتماعية والثقافية تهتم بشكل أساسي بمحاور تمكين المرأة ودعم الطفل. أسست صقر بعد انتقالها إلى قطر في عام 2012 مجموعة بالما للضيافة و هي تشغل منصب الرئيس التنفيذي في الشركة.    تهاني صقر هي عضو في منظمة التحكيم الدولية ومقرها مصر منذ عام 2021.   تعمل السيدة صقر على تعزيز الصحة العامة والتعليم، ودعم النساء والأطفال ذوي الموارد المحدودة.   

## الجوائز والتكريمات
- 2018 جائزة البرج لتكريم المدير التنفيذي: أفضل امرأة في منصب مدير تنفيذي في العالم العربي [9] [3]
- 2019 سفيرة صندوق الأمم المتحدة الإنمائي للمرأة [2]

### المعلومات الكاملة للمراجع
- Al-Sharq (30 مارس 2020). "د. تهاني صقر: البقاء في المنازل طوق نجاة من كورونا" [Dr. Tahani Saker: Staying at home is a lifeline from COVID]. جريدة الشرق. مؤرشف من الأصل في 2021-08-18. اطلع عليه بتاريخ 2021-08-18.
- Chief Executive Officer Clubs Network (2020). "Burj CEO Awards — 2018 Winners". Burj Awards (بen-). Archived from the original on 2021-07-26. Retrieved 2021-08-18.{{استشهاد ويب}}:  صيانة الاستشهاد: لغة غير مدعومة (link)
- Gulf Times (2 يونيو 2018). "QCS launches initiative for cancer patients". Gulf-Times. مؤرشف من الأصل في 2018-06-03. اطلع عليه بتاريخ 2021-08-18.
- Humanity Works editorial (2021). "Home". Humanity Works (بالإنجليزية الأمريكية). Archived from the original on 2023-12-30. Retrieved 2021-12-31.
- Man hom (2019). "من هي تهاني صقر؟" [Who is Tahani Saker]. man hom. مؤرشف من الأصل في 2021-08-18. اطلع عليه بتاريخ 2021-08-18.
- Reznikov، Vladyslav (2019). "Oxford Debate". EBA. Oxford. مؤرشف من الأصل في 2021-08-18.
- The International Arbitration Organization (2021). "مستشاري التحكيم التجاري الدولي - مارس ٢٠٢١" [International Commercial Arbitration Consultants - March 2021]. الهيئة الدولية للتحكيم. مؤرشف من الأصل في 2021-06-02. اطلع عليه بتاريخ 2021-08-18.
- The Peninsula Editorial Staff (16 فبراير 2018). "Children enjoy activities at Minipolis". www.thepeninsulaqatar.com. مؤرشف من الأصل في 2018-02-16. اطلع عليه بتاريخ 2021-08-18.
- The Peninsula Editorial Staff (3 يوليو 2019). "'Minipolis' organises Holy Quran contest to encourage children to hone up talents" (PDF). The Peninsula. Doha, Qatar: Dar Al-Sharq. ص. 6. مؤرشف من الأصل (PDF) في 2021-08-18. اطلع عليه بتاريخ 2021-08-18.